# Menarhă
Menarha (limba greacă: μήν mēn „lună” + ἀρχή arkhē „început”) este primul ciclu menstrual sau prima menstruație la fete. Atât din perspectivă socială cât și din cea medicală, este adesea considerat drept evenimentul central al pubertății feminine, deoarece semnifică posibilitatea de a rămâne gravidă.
Fetele experimentează menarha la vârste diferite. Momentul acesteia este influențat de biologia feminină, de asemenea de factori genetici  și de mediu, în special nutriționali. Vârsta media a menarhei a scăzut în ultimul secol, dar mărimea acestei scăderi și factorii care au produs-o rămân subiecte de dezbatere. Vârsta medie la nivel mondial este dificil de estimat precis, variind semnificativ din punct de vedere geografic, rasial, etnic și după alte caracteristici. Variate estimări au stabilit-o la 13 ani. Există o vârsta mai ridicată a menarhei în populații asiatice comparativ cu cele occidentale. Vârsta medie a menarhei este de circa 12,5 ani în SUA, 12,7 în Canada, și 12,9 în Marea Britanie. Un studiu asupra unor fete din Istanbul, Turcia, a găsit vârsta mediană de 12,7 ani.
Vârsta medie a primei menstruații a scăzut treptat în ultimii 100 ani.